# Nacionalni dan zaštite na radu
Nacionalni dan zaštite na radu obilježava se 28. travnja, a odluku o njegovom proglašenju donio je Hrvatski sabor 1. lipnja 2007. godine. 
Od 2003. godine Međunarodna organizacija rada obilježava 28. travnja kao Svjetski dan sigurnosti i zaštite zdravlja pri radu, s naglaskom na prevenciju bolesti i ozljeda na radu. 
Svake godine obilježavanje Svjetskog dana sigurnosti i zaštite zdravlja pri radu vezano je uz određenu temu iz zaštite na radu. Od 2003. godine do 2014. teme su bile sljedeće:
- 2003. - Sigurnosna i zdravstvena kultura u globaliziranom svijetu
- 2004. - Stvaranje i održavanje kulture sigurnosti
- 2005. - Stvaranje i održavanje kulture prevencije u području sigurnosti i zdravlja
- 2006. - Pristojan rad - siguran rad - HIV/AIDS
- 2007. - Sigurno i zdravo radno mjesto - osigurati pristojan rad
- 2008. - Moj život, moj rad, moj siguran rad - upravljanje rizicima u radnoj okolini
- 2009. - Zdravlje i život na radnom mjestu - osnovna ljudska prava
- 2010. - Rizici u nastajanju i načini prevencije u promjeni svijeta rada
- 2011. - Sustav upravljanja rizicima i zdravljem na radnom mjestu - alat za kontinuirano unaprijeđivanje
- 2012. - Promocija sigurnosti i zdravlja u zelenoj ekonomiji
- 2013. - Prevencija profesionalnih oboljenja
- 2014. - Sigurnost i zdravlje pri radu s kemikalijama

## Vanjske poveznice
- International Labour Organization
- Svjetski dan zaštite na radu  Arhivirana inačica izvorne stranice od 14. srpnja 2014. (Wayback Machine)